# Govert 't Hoen
Govert Albertszoon 't Hoen (Westzaan, 1629 – 1666) was een Nederlands marineofficier uit de 17e eeuw.
Govert werd in 1629 geboren in Westzaan als zoon van marinekapitein Albert Corneliszoon 't Hoen (1597-1652), die sneuvelde in de Middellandse Zee tijdens de Eerste Engels-Nederlandse Oorlog.  Beiden dienden bij de Admiraliteit van het Noorderkwartier. In 1655 werd hij benoemd tot buitengewoon kapitein. In 1658 was hij tijdens de Slag in de Sont tegen de Zweden ordinaris kapitein van de Jonge Prins; hij deed daarna in 1659 mee met Michiel Adriaanszoon de Ruyter aan de bevrijding van de Deense eilanden. In 1661 diende hij onder De Ruyter in de Middellandse Zee. In 1664 was hij deel van diens strafexpeditie tegen de Engelsen in West-Afrika en Noord-Amerika als kapitein van de Caleb. In de Tweede Engels-Nederlandse Oorlog voer hij tijdens de Vierdaagse Zeeslag van 1666 op de Jozua. In die slag sneuvelde Frederick Stachouwer; 't Hoen werd automatisch zijn opvolger als waarnemend schout-bij-nacht; al tevoren op 6 juni was bepaald dat hij de opvolgend schout-bij-nacht was. Hij zou niet lang vlagofficier zijn. Zes weken later sneuvelde hij zelf op 4 augustus tijdens de Tweedaagse Zeeslag toen op de eerste dag de voorhoede uiteen werd geslagen.